# معاملة المثليين في تاميل نادو
تعتبر حقوق المثليون والمثليات ومزدوجو التوجه الجنسي والمتحولون جنسياً (اختصاراً: مجتمع الميم) في الولاية الهندية تاميل نادو من أكثر الحقوق تقدمًا في الهند. كانت تاميل نادو أول ولاية في الهند تطبق سياسة رعاية المتحولين جنسياً، حيث يمكن للأفراد المتحولين جنسياً الوصول إلى جراحة إعادة تحديد الجنس المجانية في المستشفيات الحكومية والعديد من المزايا والحقوق الأخرى.
أصبح النشاط الجنسي المثلي قانونيًا منذ عام 2018، في أعقاب حكم المحكمة العليا الهندية في قضية نافتاج سينغ جوهار ضد اتحاد الهند. يُشار إلى تاميل نادو باعتبارها واحدة من أكثر الولايات انفتاحًا فيما يتعلق بمجتمع الميم، وخاصة المتحولين جنسياً. ومع ذلك، فإن التقارير المتعلقة بالتمييز، وزواج المغايرين، والتنمر، والانتحار، ورفض الأسرة شائعة. ووفقا لتقديرات من عام 2015، حددت حوالي 16,380 شخص في ولاية تاميل نادو ممن يحددون أنفسهم من مجتمع الميم.

## قانونية النشاط الجنسي المثلي
في 6 سبتمبر 2018، ألغت المحكمة العليا الهندية بالإجماع المادة 377 من قانون العقوبات الهندي باعتبارها غير دستورية، وقضت بأنها تنتهك الحقوق الأساسية المتمثلة في الاستقلالية والحميمية والهوية، وبالتالي قامت بتقنين المثلية الجنسية في الهند، بما في ذلك في ولاية تاميل نادو.

## الاعتراف القانوني بالعلاقات المثلية
لا يتم الاعتراف أو عقد الاتحادات المدنية أو بزواج المثليين في ولاية تاميل نادو.

## الحماية من التمييز
وتماشيا مع نافتيج سينغ جوهار ضد اتحاد الهند والهيئة الوطنية للخدمات القانونية ضد اتحاد الهند تحظر المادة 15 من دستور الهند التمييز على أساس التوجه الجنسي والهوية الجندرية. ومع ذلك، فإن هذه المادة تمتد فقط إلى التمييز من قبل الهيئات الحكومية. التمييز في الهيئات الخاصة غير محظور.

## حقوق المتحولين جنسيا
ويطلق على الأشخاص المتحولين جنسيا في ولاية تاميل نادو «تيرونار» (thirunar)، وتحديدا «تيروناناغاي» (thirunangai، للنساء المتحولات جنسيا) و «تيرونامبي» (thirunambi، للرجال المتحولين جنسيا). حظي مصطلح «آرافاني» (aravaani) باللغة التاميلية بشعبية واسعة قبل التسعينيات. آرافاني هو مصطلح بديل عن مجتمع الهجرة. وغالبا ما يتم التمييز ضد المتحولين جنسيا التاميل في الوظائف والحياة اليومية، وإجبارهم على اللجوء إلى التسول والدعارة.
في محاولة رائدة لحل المشكلات التي يواجهها المتحولون جنسياً، أنشأت حكومة تاميل نادو مجلس رعاية المتحولين جنسياً في أبريل 2008. ويشغل وزير الرعاية الاجتماعية منصب رئيس مجلس الإدارة. يوصف هذا الجهد بكونه الأول في الهند. وقد بدأت الحكومة أيضا إصدار الطعام منفصلة البطاقات التموينية للأشخاص المتحولين جنسيا، وكذلك بطاقات هوية خاصة.
كانت ولاية تاميل نادو أول ولاية تطبق سياسة رعاية المتحولين جنسياً. وفقًا لهذه السياسة، يمكن للأشخاص المتحولين جنسياً الوصول إلى جراحة إعادة تحديد الجنس مجانًا في المستشفيات الحكومية، والسكن المجاني، ووثائق الجنسية المختلفة، والقبول في الكليات الحكومية بمنحة كاملة للدراسات العليا وبدء برامج لتوليد الدخل.
في جهد إضافي لتحسين تعليم المتحولين جنسياً، أصدرت سلطات تاميل نادو أمراً في مايو 2008 لإنشاء خيار «الجنس الثالث» للقبول في الكليات الحكومية. في عام 2017، بدأت جامعة مانونمانيام سوندارانار في تقديم دروس مجانية للطلاب المتحولين جنسياً.
في عام 2013، نظم نشطاء المتحولين جنسيا اس. سوابنا وغوبي شانكار مادوراي من سريشتي مادوراي نظموا احتجاجا في مادوراي يوم 7 أكتوبر 2013 للمطالبة الحجز والسماح الجنسين بديلة لتظهر للامتحانات التي أجراها لجنة الخدمة العامة في تاميل نادو، لجنة الاتحاد للخدمة العامة، لجنة اختيار الموظفين، وبنك الامتحانات. نقلت سوابنا، بالمناسبة، بنجاح حكم محكمة مدراس العليا في عام 2013 للحصول على إذن لكتابة امتحان لجنة الخدمة العامة في تاميل نادو II كمرشحة. سوابنا هي أول شخص متحولة جنسية تقوم بإجراء اختبارات لجنة الخدمة العامة في  تاميل نادو IV.
جنبا إلى جنب مع 21 امرأة متحولة جنسيا،
تلقت ك. بريثيكا ياشيني أوامر تعيين من سميث ساران مفوضة الشرطة في مدينة تشيناي في أبريل عام 2017. وفقا لحكم محكمة العليا في مادراس في 6 تشرين الثاني عام 2015، أعطيت توجيهات إلى مجلس توظيف الخدمات في تاميل نادو يعيّن ياشيني مفتشًة للشرطة لأنها «يحق لها الحصول على الوظيفة». وجه الحكم كذلك مجلس توظيف الخدمات في تاميل نادو لتشمل المتحولين جنسيا بأنهم «الجنس الثالث»، وبصرف النظر عن الفئة المعتادة من «ذكر» و «أنثى».
في 22 أبريل 2019، أصدرت المحكمة العليا في مدراس حكمًا بارزًا يدعم حقوق زواج النساء المتحولات جنسياً بموجب قانون الزواج الهندوسي، 1955، وتوجيه الولاية لحظر العمليات الجراحية الانتقائية للجنس على الأطفال ثنائيي الجنس. بناءً على أعمال غوبي شانكار مادورا. حاطت المحكمة علماً بالممارسة المتفشية للتدخلات الطبية الإلزامية التي أجريت على الرضع والأطفال. كما أعربت المحكمة عن امتنانها لشانكار، مشيرة إلى أن عمل شانكار كان «تجربة متواضعة ومفيدة للمحكمة». في يوليو 2019، أعلن وزير الصحة سي. فيجاياباسكار أنه سيتم صياغة مبادئ توجيهية تمتثل لحكم المحكمة وتحظر التدخلات الطبية على الرضع ثنائي الجنس.

## ظروف الحياة

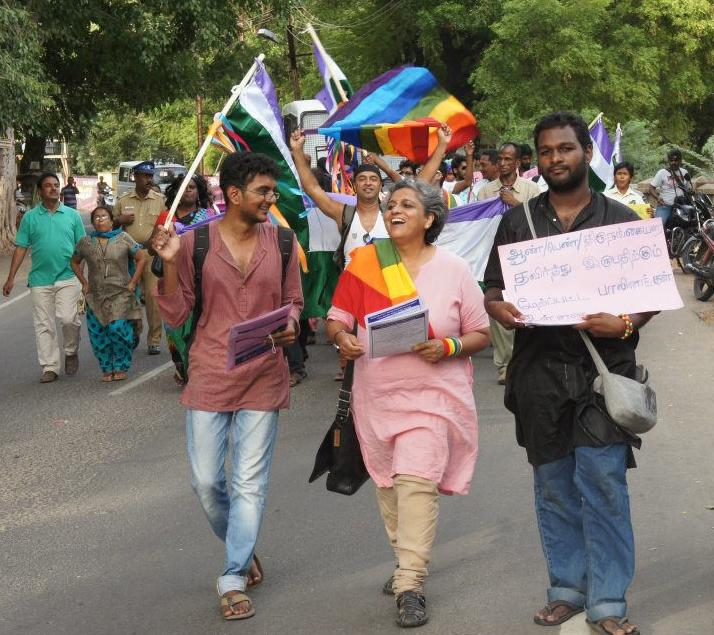
أول مسيرة فخر الجندركوير في آسيا في مادوراي، تاميل نادو (2012). يظهر أنجالي غوبالان في المقدمة.

### الجمعيات والمنظمات
تم إنشاء العديد من منظمات المثليين على مر السنين في تاميل نادو. وتشمل هذه أورينام (Orinam)، سريشيت مادوراي (Srishti Madurai)، ومؤسسة ساهوداري (Sahodari) وتشيناي دوست (Chennai Dost). ترفع هذه الجمعيات الوعي بالأفراد من مجتمع الميم، وتقدم خطوط مساعدة لكل من المثليين وعائلتهم وأصدقائهم، وتشن حملة للتوعية بشأن سياسات التعليم وأماكن العمل، من بين أمور أخرى.
يقام فخر قوس قزح تشيناي سنويا في مدينة تشيناي منذ عام 2009.

### خط المساعدة وغيرها من الخدمات
في فبراير 2009، أطلقت منظمة الرعاية المجتمعية الهندية أول خط هاتفي للهاتف المحمول في أعقاب انتحار شخصين مثليين في تشيناي. وبالمثل، في مارس 2009، تم إنشاء خط هاتفي للمساعدة يسمى «ماناسو» (Manasu) من قبل خدمات تاميل نادو لمكافحة الإيدز - خدمات الصحة التطوعية.
أطلقت منظمة سريشتي مادوراي خط مساعدة للأشخاص المثليين في 2 أكتوبر 2011 في مدينة مادوراي. في يونيو 2013، تحول خط المساعدة إلى تقديم الخدمة لمدة 24 ساعة مع شعار «مجرد وجود شخص يفهم التحدث معه يمكن أن ينقذ الحياة».

### الثقافة والإعلام والتلفزيون
في دفعة هائلة لكسر التابوهات، بدأت قناة كابل التاميل ستار فيجاي برنامج حواري في عام 2008 استضافته امرأة متحولة اسمها روز. ويسمى البرنامج إيباديكو روز، والذي يترجم إلى «تفضلوا بقبول فائق الاحترام، روز».
قامت كارباغا، وهي متحولة جنسيا مولودة في ارود، بدور رئيسي في فيلم التاميل «بال»؛ أول شخص متحول جنسيا في الهند يحقق مثل هذا الإنجاز. قام كالكي سوبرامانيام، وهي متحولة جنسيًا من بولاتشي، بدور رئيسي في فيلم التاميل نارتاجي. لعب ناشط المتحولين جنسياً أ. ريفاتي دورًا في فيلم التاميل 2008 تينافيدو.
يلتقي ثيرونار في كوفاغام، وهي قرية في مقاطعة فيلوبورام، في شهر شيتراي بلغة التاميل (نيسان/أبريل - أيار/مايو) في مهرجان سنوي يقام لمدة خمسة عشر يومًا. خلال هذا المهرجان، يعبد المشاركون إيرافان ويتزوجون به من قبل كهنة المعبد، وبذلك يعيدون تمثيل الأسطورة القديمة للورد فيشنو التي تزوجته بعد أن اتخذت شكل امرأة تدعى موهيني. في الأيام التالية، يرتدون الساري الأبيض، حدادا على وفاته على الرغم من الرقصات الطقوسية.
في مارس 2017، تم تسجيل أغنية «لايديز أند جنتل وومن» ("Ladies and Gentle Women") بلغة التاميل، ليصبح «نشيد المثليات» الأول المسجل في التاميل. تم إصدار النشيد جنبا إلى جنب مع فيلم وثائقي تقاسم نفس الاسم.

### أدب ودراسات المثليين
«فادامالي» (Vaadamalli) هي رواية كتبها الروائي سو. ساموثيرام هي أول رواية بلغة تاميل عن مجتمع أرافاني المحلي في تاميل نادو، التي نشرت في عام 1994. في وقت لاحق، أصبح الناشط المتحول جنسيا أ. ريفاتي أول شخص من مجتمع الهجرة يكتب عن قضايا مجتمع الهجرة والسياسة الجندرية بلغة تاميل. ترجمت أعمالها إلى أكثر من ثماني لغات وتعمل كمورد أساسي في الدراسات الجندرية في آسيا. كتابها جزء من مشروع بحثي لأكثر من 100 جامعة. وهي مؤلفة كتاب «أونارفوم أوروفاموم» (Unarvum Uruvamum، مشاعر الجسم بأكمله)، وهي الأولى من نوعها باللغة الإنجليزية من أحد أفراد مجتمع الهجرة. عملت أيضًا ووجهت العديد من المسرحيات حول قضايا النوع والجنس في اللغة التاميلية واللغة الكنادية. «الحقيقة عني: قصة حياة هجرة» ل أ. ريفاتي هي جزء من المنهج لطلاب السنة النهائية في الكلية الأمريكية في مادوراي. الكلية الأمريكية هي أول كلية في الهند تقدم أدبًا ودراسات للجنس الثالث مع حلقات دراسية موجهة نحو البحث.
في وقت لاحق، كان كتاب "آلا" (Alla في عام 2007) ل"نان سارافانان" وكتاب أنا فيديا (2008) ل"وفيديا" من بين أوائل السيرة الذاتية. كتاب كوري أروثيان" (Kuri Aruthean) (القضيب، أنا أقطعه، Phallus ، I cut) ل"كالكي سوبرامانيام" هو عبارة عن مجموعة من قصائد باللغة التاميلية عن حياة المتحولين جنسيا.
كما قدمت الكلية الأمريكية في مادوراي «مارايكاباتا باكانغال» (Maraikappatta Pakkangal، الصفحات المخفية) في كتاب بالطبع ل «دراسات حقوق الإنسان للأشخاص جندركوير وثنائيي الجزء» كجزء من المنهج الدراسي باللغتين التاميلية والإنجليزية للطلبة في عام 2018. وهو أول كتاب عن مجتمع المثليين في اللغة التاميلية، والذي اطلقه كل من غوبي شانكار مادوراي وزعيم حزب بهاراتيا جاناتا فاناثي سرينيفاسان في عام 2014.
في يناير 2018، تم إصدار «فيدوباتافاي» (Vidupattavai) في معرض تشيناي الحادي والأربعين للكتاب. يروي الكتاب حياة رجل مثلي الجنس في تشيناي في شكل قصص قصيرة، مقالات، قصائد وانتقادات. شارك في نشر الكتاب كل من كوير تشيناي كرونيكلز وكاروبو براديغال. تم إصداره من قبل الكاتب والممثل التاميلي شوباساكثي.

## شخصيات بارزة من مجتمع الميم التاميلي
- غريس بانو: أول شخص متحول جنسياً يتم قبوله في كلية الهندسة في ولاية تاميل نادو.
- استير بهاراتي - أول قسيسة متحولة الجنس.[49]
- سي ديفي: أول امرأة متحولة جنسيًا في تاميل نادو تتنافس في انتخابات الجمعية التشريعية للولاية.[50]
- ك. جونافاثي - أول ممرضة متحولة جنسيًا في تاميل نادو.[51]
- كارباغا ممثلة وأول شخص متحول جنسيًا في الهند يؤدي دورًا رئيسيا في فيلم رئيسي
- مايا جافر: ناشطة متحولة جنسيا وطبيبة.[52]
- نارتاكي ناتاراج: أول امرأة متحول جنسيًا تحصل على جائزة سانغيت ناتاك أكاديمي.
- بادميني براكيش: أول قارئة أخبار متحولة جنسياً.[53]
- أ ريفاتي: كاتبة وناشطة متحولة جنسيا.[40]
- غوبي شانكار مادوراي: ناشط في مجال الجندر، حائز على جائزة نهائيات آسيا لعمال الشباب في الكومنولث ومؤسس سريشتي مادوراي وأصغر مرشح في انتخابات الجمعية التشريعية في ولاية تاميل نادو 2016 وأيضا أول علنا ثنائيي الجنس وجندركوير شخص يتشرح.[54][55][56][57]
- ليفينغ سمايل فيديا: ممثلة وفنانة وكاتبة وناشطة
- كالكي سوبرامانيام: ناشطة في مجال المتحولين جنسيا، ممثلة، فنانة، كاتبة ومؤسسة مؤسسة ساهوداري
- الدكتورة سودها - أول شخص متحول جنسيًا يحصل على دكتوراه فخرية في عام 2014.[58]
- اس. سوابنا: أول امرأة متحولة جنسية تنجح في امتحان لجنة الخدمة العامة في تاميل نادو وأول طامحة متحولة جنسياً للخدمة الإدارية الهندية.[59]
- روز فينكاتيسان - أول امرأة متحولة جنسيا مقدمة برامج تلفزيونية في تاميل نادو.
- ك. بريتيكا ياشيني: أول امرأة متحولة جنسياً من شرطة تاميل نادو.